# پری‌شاهرخ موریچه
پری‌شاهرخ موریچه (نام علمی: Icterus cayanensis chrysocephalus) نام یک زیرگونه از گونه پری‌شاهرخ اپوله است.